# Capitán Montoya
Pour les articles homonymes, voir Capitan et Montoya.
Capitán Montoya est une localité argentine située dans le département de San Rafael, province de Mendoza.

## Histoire
La localité a été fondée à partir d'une gare ferroviaire qui lui a donné des débuts prometteurs, mais avec sa fermeture, la localité a été reléguée. En 2001, les travaux de pose des rails de la ligne secondaire Capitán Montoya - Guadales ont commencé, mais les habitants de la localité les ont empêchés.
Bien qu'en 2001, sa population était inférieure à celle de Costa El Toledano, son importance est plus grande car elle est plus éloignée de San Rafael. Elle possède le bâtiment de la délégation municipale de Las Paredes, un centre de santé et une école fondée en 1958.